# Augusto Theodoli

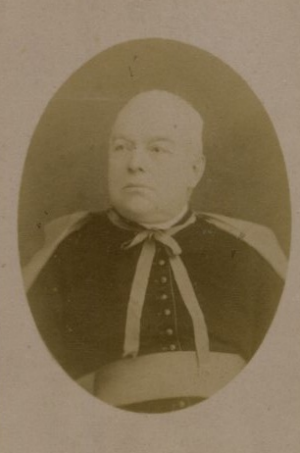
Augusto Theodoli als Kurienprälat (1885)

Augusto Theodoli (* 18. September 1819 in Rom; † 26. Juni 1892 ebenda) war ein italienischer Kardinal.

## Leben
Theodoli wurde am 18. September 1819 in Rom in eine gräfliche Familie geboren, aus der schon mehrere Kardinäle hervorgegangen waren. Bereits 1127 war Alberto Theodoli Kardinal geworden, Gregorio wurde 1213 Kardinal und der nächste Verwandte war Mario Theodoli (1643).
Augustos Eltern waren Giacomo Theodoli und Maria Camassei. Er entschied sich nach einer „stürmischen und galanten Jugend“ die kirchliche Laufbahn einzuschlagen. Wann er zum Priester geweiht wurde, ist unbekannt. Er wurde Kanoniker des Kapitels der Petersbasilika und übernahm die Leitung der Dombauhütte von St. Peter. 1856 war er Relator der Kongregation Consulta und übernahm 1866 die Verantwortung für die Feiern zum 1800-jährigen Jubiläum des Martyriums Petri. 1882 wurde er päpstlicher Majordomus und im Konsistorium vom 7. Juni 1886 wurde er von Papst Leo XIII. zum Kardinaldiakon erhoben und erhielt die Titeldiakonie Santa Maria della Scala.
Augusto Theodoli starb am 26. Juni 1892 und wurde auf dem römischen Friedhof Campo Verano beigesetzt.